# Armin Boehm
Armin Boehm (* 1972 in Aachen) ist ein deutscher Maler. Er lebt und arbeitet in Berlin.

## Leben
Boehm besuchte ab 1995 zunächst die Kunstakademie Münster und wechselte ein Jahr später auf die Kunstakademie Düsseldorf, wo er bis 2001 Schüler von Konrad Klapheck und Meisterschüler bei Jörg Immendorff war. Zwischenzeitlich erhielt Boehm ab 1998 von der Studienstiftung des deutschen Volkes eine Begabtenförderung und konnte sich 2001 mit einem Stipendium der Staatlichen Kunstakademie Düsseldorf in der Cité Internationale des Arts Paris für Fortbildungsmaßnahmen in Paris einquartieren. Seitdem ist er bundesweit und im Ausland an renommierten Galerien mit Einzel- und Gruppenausstellungen vertreten.

## Werk
Seit 2007 wurde Boehm mit einer düsteren Serie von Bildern über Großstadtunruhen (Riots) bekannt. Das erste dieser Bilder, Genua Riot, ist im Städel Museum in Frankfurt am Main zu sehen. Später folgten unter anderem die Bilder Teheran Riot (Ray 2010), Istanbul Riot (GEZI 2014), Riot Whattana (2014) und Bangkok Riot (DUSIT 2016).
Seit 2011 wurden die Bilder farbiger. Das Figurenrepertoire seiner neueren Arbeiten drängt sich in unruhig fiebrige, prismatisch aus opaken Farbschichten, Papier- und Stoffstücken zusammengesetzte Bildräume mit sehr subjektiven und kulturhistorischen Bezügen. Momente nachtwandlerisch, bohemienmäßigen Lebensgefühls mit elektrisierender Bar- und Clubatmosphäre bestimmen ebenso seine Bildinhalte wie Körperkult und Esoterik, denen er fragile und Sexualität symbolisierende Blumenstillleben entgegensetzt. Die hypnotisch mit Versatzstücken aus der Pop- und Fashionwelt aufgeladenen Szenen sind geprägt von tiefer Emotionalität und gegenwärtigem Lebensgefühl. Im Zentrum steht die Frage nach der aktuellen Definition und Verortung des zeitgenössischen Menschen im gesellschaftlichen Kontext.
Nicht nur mit seiner Formensprache, sondern auch durch die Integration von historisch-relevanten oder subjektiv-flüchtigen Referenzen versinnbildlicht Boehm zeitgenössischen Individualismus. Referenzen auf festgelegte Genrekünste dienen Boehms Untersuchungen, Beziehungsnetze aus Chiffren und Symbolen aufzubauen, die ihm dazu dienen, Mechanismen der Rezeption, aus Themenkomplexen wie Textilmode, Freizeitvergnügungen oder Gender-Kodierungen in seine Kulturanalyse zu integrieren, für die er auch persönliche Innenschauen, Sentiment und Motive vergangener Stile und Epochen verwendet.

## Einzelausstellungen (Auswahl)
- 2025: Im Spiegel verloren, König Bergson Galerie - München
- 2024: Lust Angst Schmerz Ekstase, König Galerie, Berlin
- 2016: 1, 2, 3 Soleil, Susanne Vielmetter Los Angeles Projects, LA[3]
- 2015: Le style c’est les corps, Meyer Riegger, Berlin
- 2014: Inutile Eternité, Galerie Peter Kilchmann, Zürich
- 2013: Raumneurose, Harris Lieberman Gallery, New York
- 2012: WALD HOCHWALD HOLZFÄLLEN, Gallery Weekend, Meyer Riegger, Berlin
- 2011: Gehirne, mit Thomas Helbig, Kunstverein Heppenheim
- 2010: Chiffon Rouge, Francesca Minini, Mailand
- 2009: Die Leere und das gezeichnete Ich, Meyer Riegger, Berlin
- 2009: Der Böse Blick / The Evil Eye, Kunstverein Braunschweig
- 2009: Waldgänger, Meyer Riegger, Karlsruhe 2008
- 2007: Francesca Minini, Mailand
- 2006: Dark Dreams, Johnen Galerie, Berlin
- 2005: I remember nothing, Meyer Riegger, Karlsruhe
- 2004: Galerie Rüdiger Schöttle, München (mit Martin Boyce)
- 2001: Paintball, Meyer Riegger Galerie, Karlsruhe

## Gruppenausstellungen (Auswahl)
- 2016: Der Zeit Angemessen Begegnen, Gruppenausstellung mit Lutz Braun and Thomas Grötz, Oldenburger Kunstverein, Oldenburg
- 2015: porn,porn,porn, Eigen + Art Lab, Berlin
- 2014: DuckRabbit, Anat Egbi, Los Angeles, CA
- 2013: Painting Forever! Keilrahmen, Kunst-Werke Berlin, KW Institute for Contemporary Art, Berlin
- 2012: Group show, Galerie Peter Kilchmann, Zürich
- 2012: Hidden Stories, KAI 10 Raum für Kunst, Düsseldorf
- 2011: Secret Societies, Schirn Kunsthalle Frankfurt
- 2010: Intensif Station, K21 – Kunstsammlung NRW, Düsseldorf
- 2009: Märchenwald, Sprengelmuseum Hannover
- 2008: Back to Black, Kestnergesellschaft, Hannover
- 2007: Made in Germany, Kunstverein Hannover, Hannover
- 2006: The Known and the Unknown, Galleri Nicolai Wallner, Kopenhagen
- 2005: Trouble with fantasy, Kunsthalle Nürnberg
- 2004: Doku/Fiction Mouse on Mars Reviewed & Remixed, Kunsthalle Düsseldorf
- 2003: Unheimlich, Städtische Galerie Delmenhorst